# Потапово-Тумбарла
Потапово-Тумбарла (тат. Потапово-Томбарлы) — село в Бавлинском районе Республики Татарстан. Входит в состав Потапово-Тумбарлинского сельского поселения.

## География
Располагается на реке Тумбарлинка в 5 км юго-западнее Бавлов.

## История
Основано во второй половине XVIII века. До 1860-х годов жители относились к категории государственных крестьян. Занимались земледелием, разведением скота. По сведениям на 1889 год в селе функционировали 3 водяные мельницы, в начале XX века — церковь Архистратига Михаила, церковно-приходская школа. В начале XX века земельный надел сельской общины составлял 1957 десятин. 

### Административно-территориальная принадлежность
До 1920 село входило в Бавлинскую волость Бугульминского уезда Самарской губернии. С 1920 в составе Бугульминского кантона ТАССР. С 10 августа 1930 года в Бавлинском, с 1 февраля 1963 года в Бугульминском, с 12 января 1965 года в Бавлинском районах.

## Население
1. Н/Д[1]

1. Н/Д[2]

## Инфраструктура
Личное подсобное хозяйство с зоной сельскохозяйственного использования, индивидуальная застройка усадебного типа.
Основа экономики — сельское хозяйство.
Потапово-Тумбарлинская основная общеобразовательная школа. Потапово-Тумбарлинский сельский дом культуры.

## Транспорт
Село доступно автотранспортом.  Остановка общественного транспорта «Потапово-Тумбарла». 